# 中津川市サンライフ
中津川市サンライフ（なかつがわしサンライフ）は、岐阜県中津川市にある公共施設（体育館）である。
サンライフ中津川とも称する。
ここでは中津川市サンライフと分館の中津川市サンライフ分館について記述する。

## 概要
- 中津川市の体育館の一つである。1985年（昭和60年）9月に中高年齢労働者福祉センター（サンライフ中津川）として開館。元は勤労者の福祉向上、健康保持、体力増強などを目的とした施設であったが、現在は運動施設となっている。
- 指定管理者制度を導入しており、三菱電機ライフサービスが管理運営する。

## 施設概要
- 体育室

広さ1,305m2。バレーボール3面、バスケットボール2面、バドミントン7面、卓球20台の利用が可能。
- トレーニング室
- 研修室（2室）
- 教養文化室（2室）

## 中津川市サンライフ分館
- 1974年（昭和49年）5月に勤労青少年ホームとして開館。延床面積は792.0㎡。2021年（令和3年）に中津川市サンライフ分館に改称し、中津川市サンライフの一部となっている。
- 体育室と多目的室がある。体育室では球技は使用できない。

## 交通アクセス

### 公共交通機関
- 北恵那交通坂本三坂線「サンライフ中津川前」より徒歩約1分。
  - JR中央本線中津川駅より「東鉄恵那車庫」行き

### 自動車
- 中央自動車道中津川ICより国道19号を東進し、国道257号へ。「会所沢」交差点を右折し。

## 周辺
- 中津川市民運動場
- NHK中津川中継放送所
- 中央自動車道中津川IC
- ちこり村（サラダコスモ本社）